# 소유스 MS-27
소유스 MS-27은 2025년 4월 8일 바이코누르 우주기지 31/6번 발사에서 발사되어 국제우주정거장(ISS)으로 향하는 러시아의 유인 소유스 미션이다. 이 우주선은 소유즈-2.1a 로켓에 실려 발사되었으며, 로스코스모스 소속 우주인 세르게이 리지코프와 알렉세이 주브리츠키, 그리고 NASA의 우주인 조니 킴 등 세 명의 승무원이 탑승하였다.

## 임무
에네르기아사가 조립한 소유스 MS-27 우주선은 러시아 코롤료프에 있는 제조 시설에서 카자흐스탄 바이코누르 우주기지로 철도로 운송되어 2024년 12월에 도착했다. 최종 테스트와 준비 작업은 2025년 1월 중순에 시작되었다.⁠
한편, 소유스-2.1a 로켓 부품은 러시아 사마라에 있는 프로그레스 로켓 우주 센터에서 제조되어 철도로 바이코누르로 운송되었으며, 1월 말까지 조립이 진행 중이었다.
최종 우주선 준비는 3월 초에 재개되었다. 3월 24일, 주승무원과 예비승무원 모두 소콜 발사 및 귀환복 착용 점검(fit check)을 실시하고, 비행 준비가 완료된 우주선 내부에서 적응 훈련에 참여했다. 추진제 주입은 3월 25일 완료되었으며, 곧이어 화물 적재가 이루어졌다. 3월 27일, 소유스 MS-27은 발사체 어댑터에 결합되었다.⁠
추가 승무원 훈련은 4월 2일에 진행되었으며, 익스피디션 73의 승무원들이 완전히 조립된 소유스 MS-27 내부에서 마지막 기내 훈련을 완료하였다. 다음 날, 우주선을 포함한 탑재물 부분은 처리 시설에서 바이코누르 우주기지 사이트 31/6번 발사장의 조립 건물로 운송되어 소유스-2.1a 로켓과 통합되었다. 통합 작업은 4월 4일에 완료되었다. 4월 5일 아침, 완전히 조립된 발사체가 31/6번 발사장으로 이동되었다. 로켓은 제2차 세계 대전 종전 80주년을 기념하는 데칼로 장식되었다.
3일 후인 4월 8일 05:47:15(UTC)에 소유스 MS-27은 예정대로 바이코누르 우주기지에서 소유스-2.1a 로켓에 실려 발사되었다. 8분 49초 동안 상승한 후, 3단 엔진이 정지되었고, 소유스 MS-27은 3초 후 초기 궤도에 진입했다. 우주선은 고속 랑데부 절차를 거쳐 발사 후 단 3시간 10분 28초 만에 프리찰 모듈의 하단 포트에 성공적으로 도킹했다. 승무원은 09:28(UTC)에 우주정거장 내부로 진입했다.

## 승무원
승무원
| 직위          | 승무원                                                               | 승무원                                                               |
| ------------- | -------------------------------------------------------------------- | -------------------------------------------------------------------- |
| 사령관        | 세르게이 리지코, 로스코스모스 익스피디션 72/73 세 번째 우주 비행     | 세르게이 리지코, 로스코스모스 익스피디션 72/73 세 번째 우주 비행     |
| 비행 엔지니어 | 알렉세이 주브릿스키, 로스코스모스 익스피디션 72/73 첫 번째 우주 비행 | 알렉세이 주브릿스키, 로스코스모스 익스피디션 72/73 첫 번째 우주 비행 |
| 비행 엔지니어 | 조니 킴, NASA 익스피디션 72/73 첫 번째 우주 비행                     | 조니 킴, NASA 익스피디션 72/73 첫 번째 우주 비행                     |

백업 승무원
| 직위          | 승무원                                   | 승무원                                   |
| ------------- | ---------------------------------------- | ---------------------------------------- |
| 사령관        | 세르게이 쿠드 스베르치코프, 로스코스모스 | 세르게이 쿠드 스베르치코프, 로스코스모스 |
| 비행 엔지니어 | 세르게이 미카예, 로스코스모스            | 세르게이 미카예, 로스코스모스            |
| 비행 엔지니어 | 크리스토퍼 윌리엄스, NASA                | 크리스토퍼 윌리엄스, NASA                |